# The Great Pretender
«The Great Pretender» (с англ. — «Великий притворщик») — песня, впервые исполненная вокальной группой The Platters в 1955 году. Слова и музыка — Бак Рэм, поэта-песенника, а также менеджера группы The Platters. «The Great Pretender» достигла позиции № 1 музыкальных чартов в 1956 году. В том же году песня прозвучала в фильме «Рок круглые сутки». Песня также является одной из записей, ставшей саундтреком к фильму «Американские граффити».
Кавер-версия песни была сделана в 1984 году американской кантри-певицей Долли Партон. Версия песни «The Great Pretender» Долли Партон стала названием её альбома, как это было в 1950-е годы у группы The Platters. Песня «The Great Pretender» была исполнена певцом рок-н-ролла Роем Орбисоном. Кавер-версии песни также сделали музыканты: Лестер Боуи (его версия имела продолжительность семнадцати минут) и канадско-американская рок-группа The Band. Также, была исполнена Адриано Челентано на итальянском языке в альбоме I miei americani. В 1975 году записана Дэном МакКафферти, вокалистом группы Nazareth (альбом Dan McCafferty).
Песня анахронически появляется в романе немецкого писателя Гюнтера Грасса — «Жестяной барабан», в эпизоде на берегах Нормандии перед днём «Д».

## Версия Фредди Меркьюри
В 1987 году кавер-версию песни сделал британский певец и музыкант Фредди Меркьюри, фронтмен рок-группы Queen. Песня получила новый виток популярности, заняв 4 место в британском хит-параде, а самого Фредди Меркьюри вскоре часто стали называть «Великим притворщиком». Также был снят видеоклип, в котором Ф. Меркьюри и Роджер Тейлор снимались в женских нарядах. Есть две версии видеоклипа, — обычная, продолжительностью 3:33 и The Great Pretender (Extended Version) длиной 5:57, в который вошли закулисные съёмки, где артисты дурачатся перед камерой.
Оригинальный аниме-сериал Wit Studio «Great Pretender» использует эту версию как завершающую тему.